# Рударска индустрија Лаоса
Рударска индустрија Лаоса која је привукла пажњу Страним директним инвестицијама (СДИ) је од 2003. до 2004. дала значајан допринос економском стању Лаоса. Више од 540 лежишта злата, бакра, цинка, олова и других минерала је пронађено и експлоатисано. Током 2012. године, рударски сектор је допринео да БДП износи око 7,0%. Током ове извештајне године СДИ су у рударски сектор уложили 662,5 милиона америчких долара, а од укупне трговине у земљи добили 4,7 милијарди долара. Лаос је сада члан СТО.

## Историја
Тек након 2003. године у Лаосу је препозната важност рударства када је основан први рударски пројекат, рудник Сепон. У 2008. години било је 127 домаћих и страних компанија, које су радећи на 213 пројеката покривале период истраживања и период студија изводљивости. ‍:90
Мапе геолошких истраживања везане за рударски сектор су из 1964. године припремљене од стране Француске и ажуриране током деведесетих година 20. века и покривају само 54,86% земље (236,800 km²). ‍:86 Министарству природних ресурса и животне средине дата су овлашћења за стварање геолошке базе података за ефикасно управљање рударским пројектима, укључујући његово истраживање.

## Производња и утицај
У 2009. години резерве злата, бакра и цинка процењене су на око 500 до 600 тона, 8 до 10 милиона тона, односно 2 до 3 милиона тона. У 2009. било је око 35 рудника, укључујући руднике Сепон и Пхубиа. ‍:84
СДИ је утицао на промоцији извоза пошто је домаћа потрошња минерала у Лаосу ограничена. ‍:74
Према подацима Међународног савета за рударство и метале, рударски сектор је од 2011. године имао 12% државних прихода и 10% националног дохотка, са 80% страних директних инвестиција. Рудни извоз је допринео 45% укупном извозу земље, нарочито рудник Сепон и рудник Пху Кхам који су допринели 90% од укупне рударске производње у земљи.

## Правни оквир
Постоје два типа закона на снази: национални закони о рударству и закони о подстицању улагања према Новом економском механизму (НЕМ), уведеном 1986. године. Национални закон о рударству који је на снази од априла 1997. године намењен је управљању, укључујући контролу квалитета, истраживања рударства и прераду минерала како за локалну употребу, тако и за извоз, осим употребе у индустрији. Овај закон је на ревизији, а нацрт припремљен 2008. године је у разматрању Националног скупа. Закон о инвестирању везан за СДИ (FDI) је уведен 1988. године, а претрпео је ревизију 2004. и 2008. године. ‍:78 Према важећем закону о рударству, лиценце за израду минералних пројеката дају се Министарству рудника овлашћеном за издавање таквих дозвола.

## Минерали
Боксит и глиница се извлаче са Болавенске висоравни заједничким фирмама из Аустралије и Кине. Бакар, злато и сребро извлаче ММГ Лтд у руднику Сепон и ПанАуст Лтд у руднику Пху Кхам. Производња цинка, калијума и цемента такође је забележена током 2012. године.

## Преглед
Након потписивања споразума СТО, очекује се да ће инвестиције Лаоса у рударски сектор порасти са повећаном производњом бакра, злата и сребра.
Ова листа рудника у Лаосу је помоћна листи члана рудника и наводи активне, напуштене и будуће руднике у земљи и организује се примарном производњом минерала. У практичне сврхе камен, мермер и други каменоломи могу бити укључени у овај списак.

## Листа минерала

### Угаљ
- [[Hongsa_coal_mine|Рудник угља] Хонгса] је рудник смештен у провинцији Саниабули. Рудник има резерве угља у износу од 424 милиона тона и једну од највећих резерви угља у Азији и свету.

### Бакар
- Рудник Сепон један је од највећих рудника злата у Лаосу и на свету. Рудник се налази на југу земље у провинцији Саванакета. Залихе злата у овом руднику су процењене на 7,65 милиона oза.
- Рудник Пху Кхам је велики рудник бакра који се налази на југу Лаоса у провинцији Ксаисомбоун. Пху Кхам представља једну од највећих бакарних резерви у Лаосу, а у свету има процењене резерве од 450 милиона тона руде које оцењују 0,54% бакра, 3,46 милиона оз и злата у вредности од 30,2 милиона оз.

### Злато
- Рудник Сепон

### Гипс
- Рудник Бан Лаомакха један је од највећих рудника гипса у Лаосу. Рудник се налази у провинцији Саванакхет. Рудник има резерве у износу од 42 милиона тона гипса.

### Калијум
- Рудник Нахе је велики рудник калијума који се налази у јужном Лаосу у провинцији Кхамоуане. Нахе представља једну од највећих резерви калијума у Лаосу са процењеним резервама од 226 милиона тона руде са 17,5% калијум хлорида.
- Рудник Тхагоне је велики рудник калијума који се налази у северном Лаосу у провинцији Виентиане. Тхагоне представља једну од највећих резерви калијума у Лаосу са процењеним резервама од 50,3 милијарде тона руде са 15% калијум хлорида.

### Калај
- Рудник Нонг Ксун је велики рудник смештен у јужном делу Лаоса у провинцији Кхамоуане. Нонг Ксун представља једну од највећих резерви калаја у Лаосу са процењеним резервама од 29,4 милиона тона руде са 0,16% калаја.
- Рудник Пхон Тиоу је рудник смештен у јужном делу Лаоса у провинцији Кхамоуане. Пхон Тиоу представља једну од највећих резерви калаја у Лаосу са процењеним резервама од 10 милиона тона руде са 0,24% калаја. а